# 山崎 (町田市)
山崎（やまざき）は、東京都町田市の町名。現行行政地名は山崎一丁目のみ（住居表示区域）。郵便番号は195-0075。

## 地理
町田市の中部に位置する。北東には山崎町、南東には本町田、南には木曽東四丁目、西には木曽西五丁目がある。
地区の大部分が旧町田山崎団地一街区だった土地で、その跡地は大型マンション「サンヒルズ町田山崎」および宅地造成された新興住宅地となっている。この為、旧来から存在する商店や住宅といった建物は地区外周部に集中している。

## 歴史

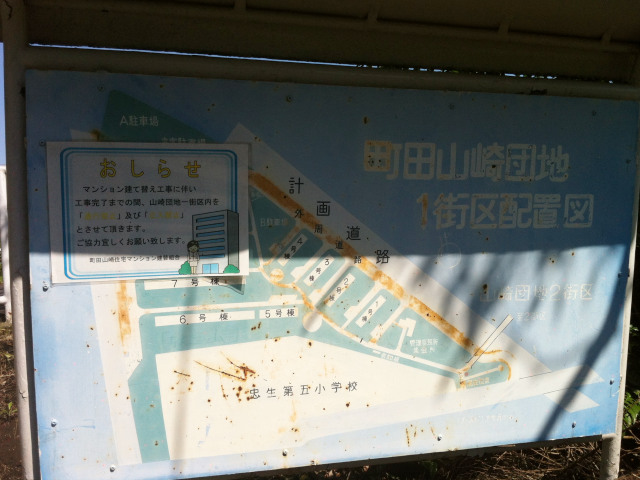
建替前の山崎団地一街区配置図

1960年代後半に建設された旧日本住宅公団（都市再生機構）の集合住宅である町田山崎団地のうち、一街区（自主管理の分譲棟）は1989年（平成元年）頃より建て替え構想が存在した。その後、2006年（平成18年）に所有者で建て替えが決議され、建替組合による自主建て替えが行われることになった。高層化することで余る土地は、公園用地及び戸建住宅用地として市及び不動産業者へ売却され、2009年（平成21年）秋に建て替えが完了した（名称はサンヒルズ町田山崎としている）。これは所有者による自主立て替えの成功例として業界でも話題となった。

### 沿革
- 2009年（平成21年）7月1日 - 山崎町、木曽町、本町田のうち旧町田山崎団地一街区を含めた区域で住居表示を実施し、山崎一丁目を新設。

## 世帯数と人口
2018年（平成30年）1月1日現在の世帯数と人口は以下の通りである。
| 丁目       | 世帯数  | 人口  |
| ---------- | ------- | ----- |
| 山崎一丁目 | 405世帯 | 848人 |

## 小・中学校の学区
市立小・中学校に通う場合、学区は以下の通りとなる。
| 丁目       | 番地 | 小学校               | 中学校             |
| ---------- | ---- | -------------------- | ------------------ |
| 山崎一丁目 | 全域 | 町田市立七国山小学校 | 町田市立山崎中学校 |

## 交通

### 鉄道
小田急小田原線・JR横浜線の町田駅、もしくはJR横浜線の古淵駅が最寄り駅である。

### 路線バス
神奈川中央交通の路線バスの停留所「山崎団地入口」から町田バスセンター行きと古淵駅行きがある。

### 道路
- 団地いちょう通り - 南の町境を走る。沿道はいちょう並木となっている。
- 東京都道47号八王子町田線（町田3・3・36号相原鶴間線） - 北東の町境を走る。町田街道のバイパスとして整備された。